# Három királyság kora (kínai)
A három királyság kora Kína azon hat évtizedig tartó történeti korszaka, amikor a Han-dinasztia bukása után az ország három királyságra, Vej (Wei)re (魏), Su (Shu)ra (蜀) és Vu (Wu)ra (吳) szétesve létezett.

## Története
Az utolsó Han császár bukása után, 220-ban Kína három királyságra szakadt: az északi Vej (Wei)re, a délkeleti Vu (Wu)ra és a mai Szecsuan tartomány területét uraló Su (Shu)ra (más néven Su Han (Shu Han) 蜀漢). A három királyság évtizedeken át véres háborút vívott egymással, melyek évtizedekkel a Han-dinasztia hivatalos bukása előtt megkezdődtek. Ezek közül a leghíresebb ütközet a vörössziklai csata (Cse-pi cse csan (Chibi zhi zhan) 赤壁之戰) volt 208-ban, amikor is az északi hadurat, Cao Caót legyőzte az egyesített déli sereg. A csata kimenetele döntötte el, hogy a Han-dinasztia után Kína nem egyetlen erős kezű uralkodóház regnálása alatt él tovább, hanem több részre tagolódik. A hosszú hadakozás után végül a Cao Cao fia által 220-ban megalapított Vej (Wei) 263-ban legyőzte Su (Shu)t, 280-ban pedig Vu (Wu)t. 265-ben Vej (Wei) államban az egyik hadvezér megdöntötte az uralkodót és új dinasztiát alapított, így az ország újbóli egyesítése már nem Vej (Wei), hanem Csin (Jin) (晉) néven történt.
A korszak hivatalos történeti műve a 3. században összeállított Három királyság története (Szan kuo cse (San guo zhi) 三國志) című történelmi krónika, de ezt a korszakot dolgozza fel a híres Ming-kori történelmi regény, A három királyság regényes története is.